# Yrjö Saarela
Yrjö Saarela (n. 13 iulie 1884, Oulujoki⁠(d), Marele Principat al Finlandei, Imperiul Rus – d. 30 iunie 1951, Liminka, Oulu, Finlanda) a fost un luptător ce a reprezentat Finlanda, medaliat olimpic. A participat la 2 ediții ale Jocurilor Olimpice (1908, 1912) în care a câștigat o medalie de aur și o medalie de argint.